# Hola Prystaň
Hola Prystaň (ukrajinsky Гола Пристань, rusky Голая Пристань – Golaja Pristaň) je město v Chersonské oblasti, ve Skadovském rajónu na Ukrajině. K roku 2022 v ní žilo přes 13 tisíc obyvatel.

## Poloha
Hola Prystaň leží na Konce, jednom z ramen delty Dněpru, v Prisimaské nížině. Má černomořské klima a charakter letoviska, dekretem Ukrajinského kabinetu ministrů č. 1391 z roku 1997 byla oficiálně prohlášena lázeňským městem. Od Chersonu, správního střediska oblasti, je vzdálena přibližně třiačtyřicet kilometrů jihozápadně.

## Dějiny
Založena byla záporožskými Kozáky v roce 1709 pod jménem Holyj Pereviz (Голий Перевіз). V roce 1785 dostala současný název. V roce 1946 získala status sídlo městského typu a od roku 1958 je městem. Roku 2013 k ní byla přičleněna vesnice Bilohrudove (ukrajinsky Білогрудовеь). Dříve byla administrativním centrem rajónu Hola Prystaň, po územní reformě z 18. července 2020 byla přičleněna do Skadovského rajónu.
Během ruské invaze na Ukrajinu v březnu roku 2022 město obsadila ruská vojska. Více než 1000 lidí stálo v mrazech 7 až 8 hodinové fronty na nákup potravin a pro místní pekárnu musel být zprovozněn léta nepoužívaný mlýn. Na konci dubna ruské vojenské jednotky unesly starostu Oleksandra Babiče a dalších sedm lidí.

## Pamětihodnosti
- Chrám sv. Agapita Pečerského

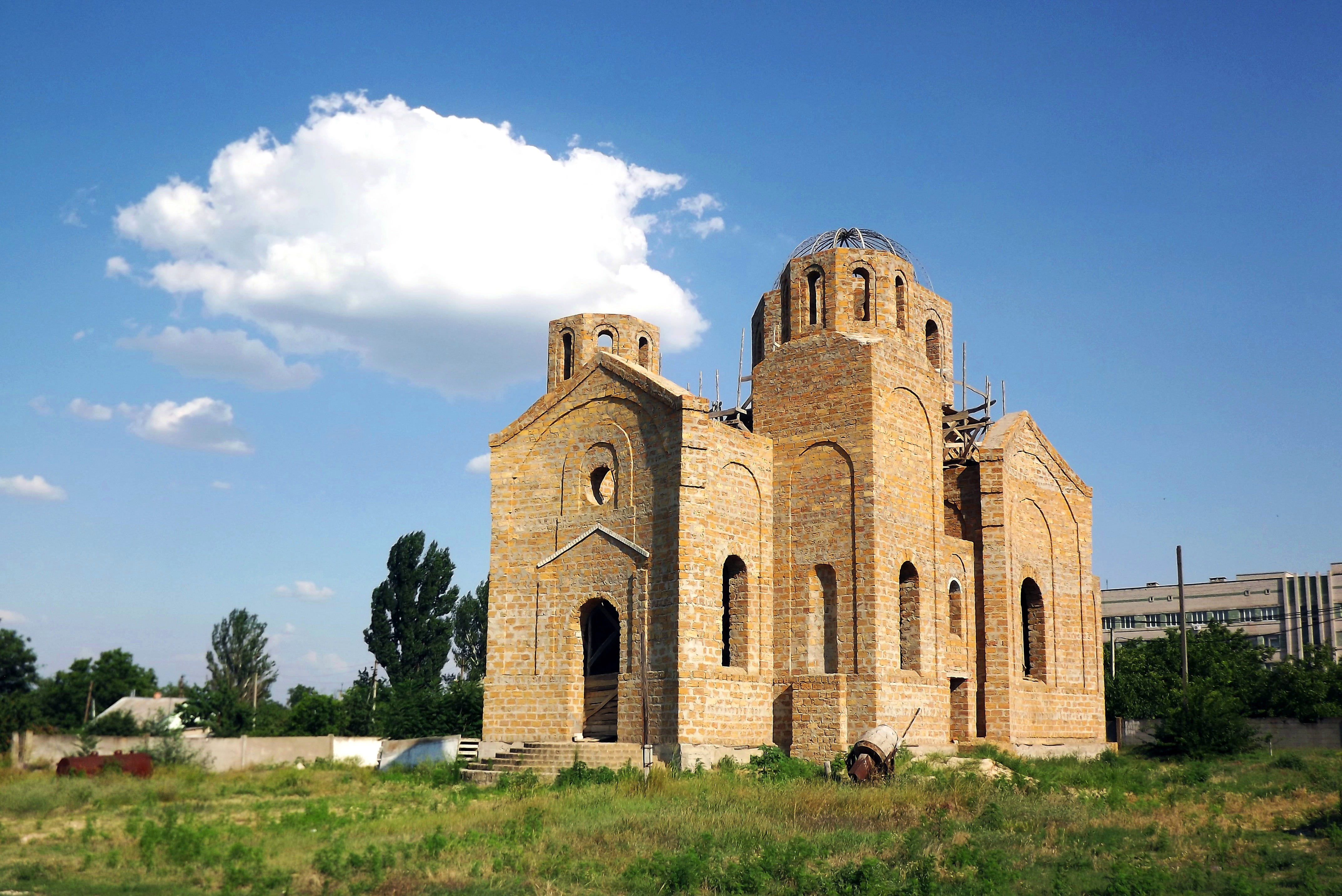
Chrám sv. Vladimíra během stavby (2013)

- Chrám svatého Ducha - založen kozáky v 19. století, několikrát devastován, obnoven po roce 1990
- Chrám svatého Vladimíra - přesná kopie byzantského kupolového chrámu na půdorysu řeckého kříže z let 2012-2014 nahradila starší provizorní stavbu
- Lázeňská kolonáda s pavilóny na nábřeží